# Котиџ Гроув (Висконсин)
Котиџ Гроув (енгл. Cottage Grove) град је у америчкој савезној држави Висконсин.

## Демографија
По попису из 2010. године број становника је 6.192, што је 2.133 (52,5%) становника више него 2000. године.
| Група             | 2000.         | 2010.         |
| Белци             | 3.836 (94,5%) | 5.591 (90,3%) |
| Афроамериканци    | 74 (1,8%)     | 152 (2,5%)    |
| Азијати           | 20 (0,5%)     | 134 (2,2%)    |
| Хиспаноамериканци | 73 (1,8%)     | 185 (3,0%)    |
| Укупно            | 4.059         | 6.192         |